# Tekućinska kromatografija visoke djelotvornosti
Tekućinska kromatografija visoke djelotvornosti (engl. High performance liquid chromatography - HPLC) je oblik kromatografije na stupcu koji se često koristi u analitičkoj kemiji. Ponekad se u literaturi može naći i naziv "Tekućinska kromatografija pod visokim tlakom" (engl. High pressure liquid chromatography - HPLC). HPLC se koristi za razdvajanje komponenti iz smjese na osnovi kemijskih interakcija između tvari koja se analizira i stacionarne faze u stupcu.

## Način rada
Princip rada HPLC-a je forsiranje prolaska analizirane tvari ili smjese kroz stupac (cijev punjenu materijalom sačinjenim od sitnih čestica, a time i velike površine) pumpanjem tekućine (mobilne faze) pod visokim tlakom kroz sam stupac. Postupak predviđa unošenje malog volumena uzorka u tok mobilne faze i na temelju specifičnih kemijskih i fizičkih interakcija, dolazi do različitog zadržavanja komponenata smjese. Vrijeme zadržavanja ovisi o prirodi tvari koja se analizira, stacionarnoj fazi i sastavu mobilne faze. Vrijeme u kojem se tvar eluira (dođe do kraja stupca) naziva se retencijsko vrijeme i karakteristično je za određenu tvar. Korištenje visokog tlaka povećava linearnu brzinu i daje komponentama manje vremena za zadržavanje, što poboljšava rezoluciju kromatograma. Koriste se uobičajena otapala, čista ili u bilo kojoj kombinaciji (npr. voda, metanol, organska otapala...). Voda može sadržavati i neki tampon, kako bi se poboljšalo razdvajanje. Moguće je koristiti i gradijentno eluiranje, što podrazumijeva promjenu sastava mobilne faze u tijeku eluiranja.

## Vrste HPLC-a

### Kromatografija na normalnim fazama
Ova metoda koristi polarnu stacionarnu fazu i nepolarnu mobilnu fazu, a koristi se kada je tvar koja se analizira polarna. Polarna tvar se adsorbira i zadržava na česticama stacionarne faze. Jačina adsorpcije je veća što je veća polarnost tvari, a samim time jače je i vrijeme zaržavanja. Korištenje polarnijih otapala u mobilnoj fazi smanjuje retencijsko vrijeme. Ova
je vrsta kromatografije napuštena 1970-ih s razvojem HPLC-a na obrnutim fazama, zbog slabe ponovljivosti u istom pokusu, koja je nastajala zbog promjena na česticama stacionarne faze pod utjecajem otapala.

### Kromatografija na obrnutim fazama
HPLC na obrnutim fazama (engleski jezik|engl. Reverse phase high performance liquid chromatography - RP-HPLC) koristi nepolarnu stacionarnu fazu i polarnu mobilnu fazu. Najčešća stacionarna faza je silikatna, tretirana s RMe2SiCl, gdje je R alkilna grupa ravnog lanca kao C18H37 ili C8H17. Vrijeme zadržavanja je dulje za manje polarne tvari. Vrijeme zadržavanja se povećava dodatkom polarnih otapala u mobilnu fazu a smanjuje se dodatkom hidrofobnih otapala. RP-HPLC funkcionira na principu hidrofobnih interakcija, koje su rezultat odbijajućih sila između polarnog otapala, relativno nepolarne tvari koja se analizira i nepolarne stacionarne faze.
Na brzinu eluiranja utječe pH, zbog mogućnosti promjene polarnosti tvari. Iz tog se razloga u mobilnu fazu često dodaju tamponi. Stupce za RP-HPLC ne bi trebalo koristiti s jakim bazama, zbog mogućnosti razgradnje silikatnih čestica.

## Komponente uređaja za HPLC
Uređaj za HPLC se sastoji od sljedećih komponenata:
- rezervoar mobilne faze
- pumpa
- injektor
- stupac
- detektor

## Detektori za HPLC
Detektor ima važnu ulogu detekcije komponenti koje izlaze iz stupca nakon eluiranja. Detektor generira električni signal koji je razmjeran intenzitetu neke osobine mobilne faze ili tvari koja se eluira. Vrste detektora u HPLC-u jesu:
- UV-VIS detektor
- fluorescentni detektor
- elektrokemijski detektor
- detektor indeksa loma
- maseni spektrometar (MS)

## Vanjske poveznice
1. (engl.) Basic Liquid Chromatography, Textbook on HPLC (full)  Arhivirana inačica izvorne stranice od 15. siječnja 2008. (Wayback Machine)
2. (engl.) A guide to HPLC  Arhivirana inačica izvorne stranice od 7. veljače 2006. (Wayback Machine)
3. (engl.) LC Equipment  Arhivirana inačica izvorne stranice od 6. veljače 2008. (Wayback Machine)